# Xã Morgan, Quận Redwood, Minnesota
Xã Morgan (tiếng Anh: Morgan Township) là một xã thuộc quận Redwood, tiểu bang Minnesota, Hoa Kỳ. Năm 2010, dân số của xã này là 257 người.